# Duale Hochschule Baden-Württemberg Mannheim

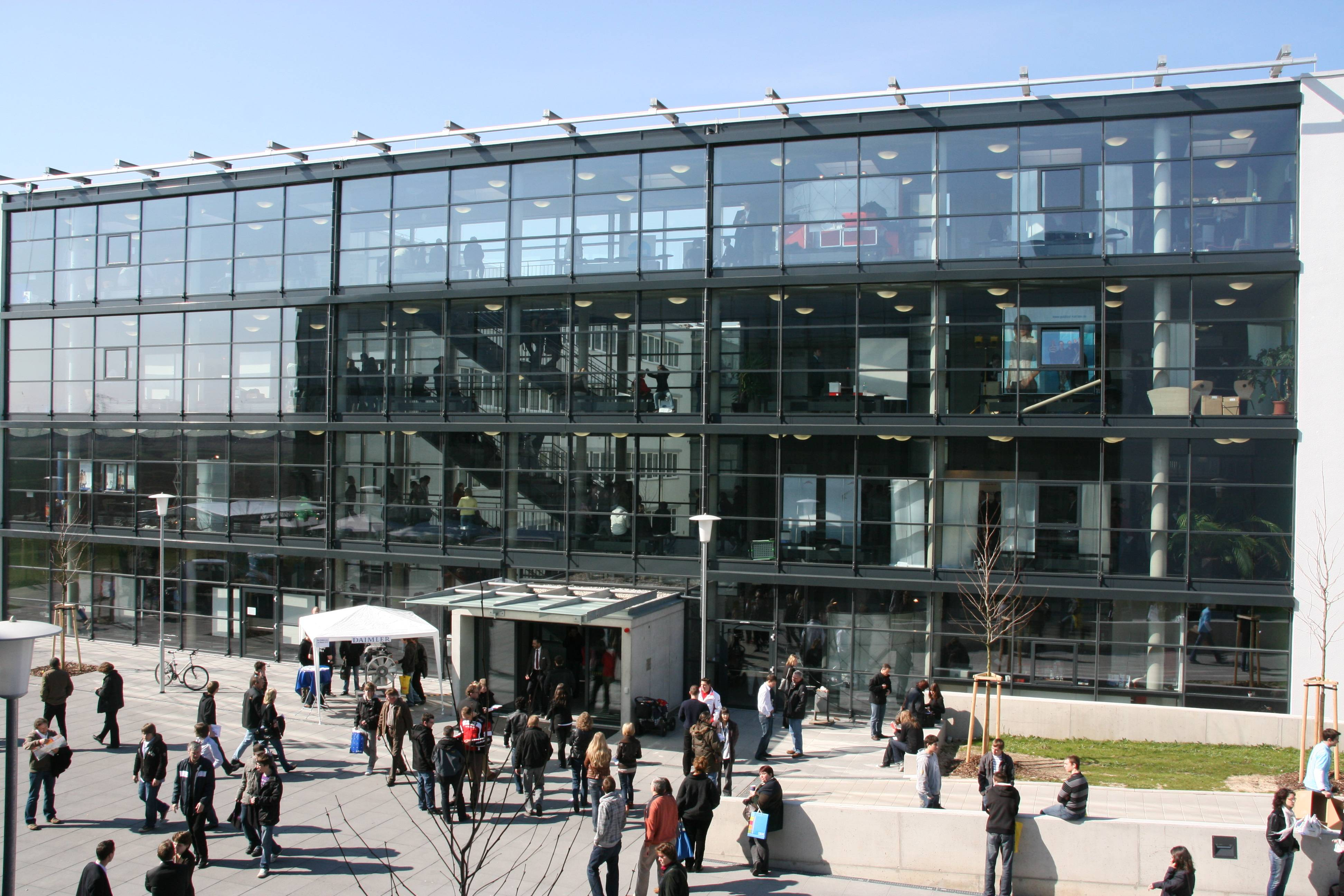
Hauptgebäude

Altes Logo der Berufsakademie Mannheim

Die Duale Hochschule Baden-Württemberg Mannheim (Baden-Wuerttemberg Cooperative State University Mannheim) – früher: Berufsakademie Mannheim – ist einer der Standorte der staatlichen Dualen Hochschule Baden-Württemberg.

## Zahlen und Fakten

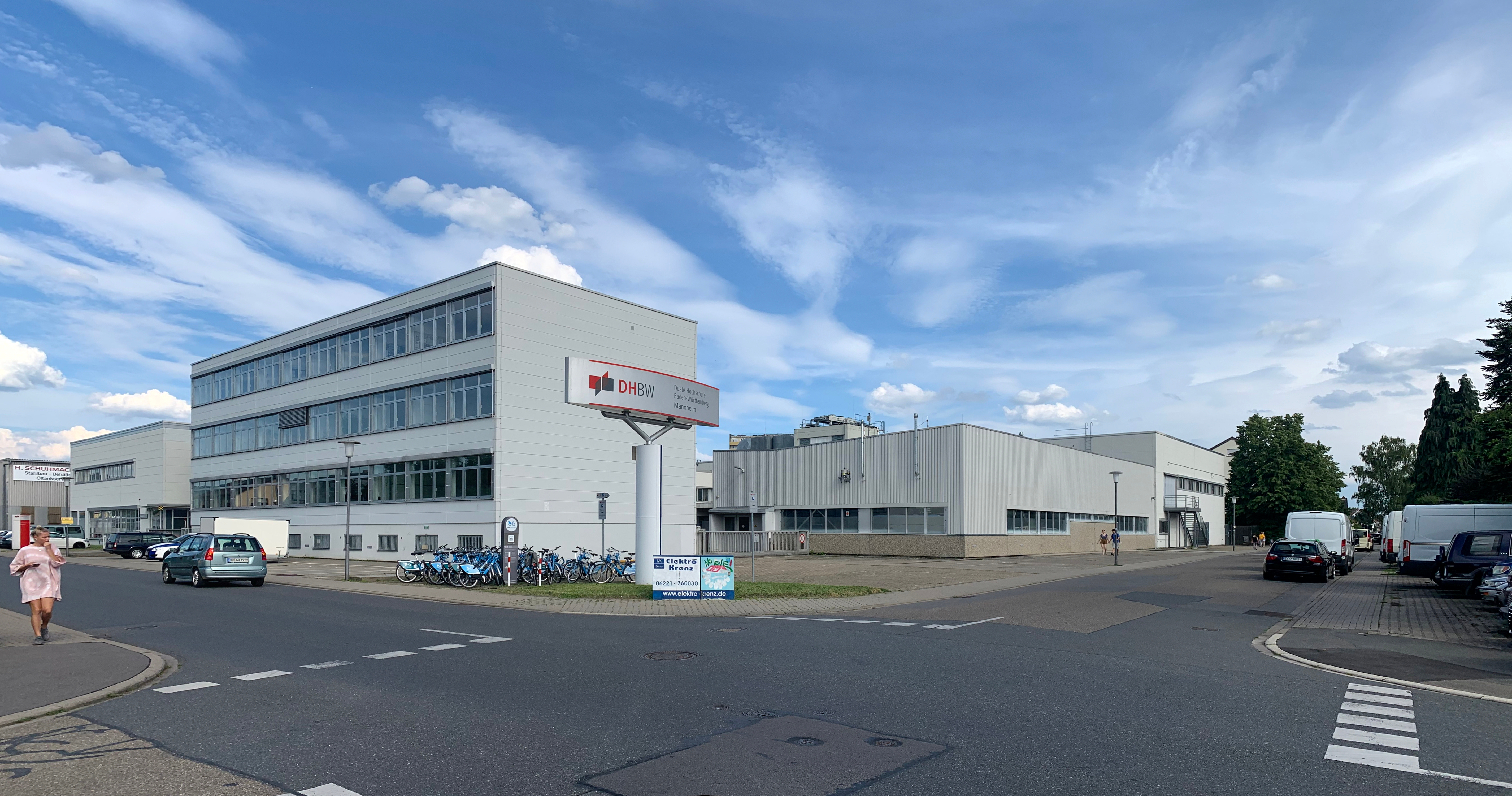
Außenstelle Eppelheim der Dualen Hochschule Baden-Württemberg Mannheim

Mit rund 5.500 Studierenden (Stand 2022), ca. 45 Bachelor-Studiengängen und -richtungen in den Fakultäten Wirtschaft, Technik und Gesundheit sowie mit knapp 2000 Partnerunternehmen bundesweit ist die im Jahr 1974 unter dem Namen Berufsakademie Mannheim (bis 1. März 2009) gegründete Duale Hochschule Baden-Württemberg (DHBW) Mannheim der zweitgrößte von insgesamt neun Standorten der Dualen Hochschule Baden-Württemberg und einer der am stärksten nachgefragten Anbieter für duale Studiengänge in Deutschland. Mit über 1000 Abschlüssen jährlich im Bereich der Wirtschaftswissenschaften stellt die DHBW Mannheim darüber hinaus mit die größte Zahl an BWL-Absolventen bundesweit.
Wie die Berufsakademie, aus der sie hervorgegangen ist, verbindet die DHBW Mannheim ein wissenschaftliches Hochschulstudium mit unternehmerischer Praxis: Im Dreimonatsrhythmus wechseln die Studierenden zwischen Hochschule und Ausbildungsunternehmen. Das Studium an der DHBW Mannheim ist national und international akkreditiert und vom Status her anderen Hochschulen und Universitäten gleichgestellt. Momentan umfasst das Studienangebot die Bereiche Betriebswirtschaftslehre, Informatik, Ingenieurwesen, Medien und Wirtschaftsinformatik.

## Geschichte
Am 1. Oktober 1974 starteten die Berufsakademien in Mannheim und Stuttgart im Rahmen eines Modellversuchs mit den Fachrichtungen Industrie, Handel, Versicherung und Elektrotechnik. Das Ziel war die Übertragung des dualen Systems in den tertiären Bildungsbereich. In Mannheim wurden damals 42 Studierende der Ausbildungsbereiche Wirtschaft und Technik in 16 Unternehmen ausgebildet. 1982 trat das „Gesetz über die Berufsakademie im Land Baden-Württemberg“ in Kraft. Damit war der Modellversuch beendet und die Berufsakademie wurde zur Regeleinrichtung.
Die Absolventen einer Berufsakademie waren denen einer Fachhochschule hinsichtlich der berufsrechtlichen Regelungen laut Kultusministerkonferenz-Beschluss vom 29. September 1995 gleichgestellt. Zum 1. Oktober 2006 wurden alle Studiengänge auf den akkreditierten Bachelor-Abschluss umgestellt. Nach einer zusätzlichen Evaluierung der ZeVA im Jahr 2008 wurden diese sogar mit 210 ECTS-Punkten, statt mit 180 wie bei Universitäten und anderen Hochschulen üblich, akkreditiert. Zusätzlich konnten BA-Studierende in Mannheim, die ein Diplom (BA) oder einen Bachelor erhielten, ein Bachelor-with-Honours-Abschluss (Abk.: Hons.) der britischen Open University erwerben. Zur Erlangung des englischen Bachelors musste sich ein Studierender der Berufsakademie zu Beginn des letzten Studienjahres bei der Open University UK einschreiben. Vertreter der Open-University UK (sogenannte External Examiners) sind hierfür in den Prüfungsgremien der Berufsakademien vertreten. Der vergebene Bachelor-Abschluss der Open University ist ein Akademischer Grad.
Nach dem Hochschulranking des Magazins Wirtschaftswoche (11/2007) gehörte die Berufsakademie Mannheim -University of Cooperative Education- zu den von Personalmanagern empfohlenen Hochschulen im Bereich Betriebswirtschaft und Wirtschaftsingenieurwesen. Sie ist die einzige Berufsakademie im Hochschulranking, in dem bis dahin ausschließlich Universitäten und Fachhochschulen berücksichtigt wurden.
Zum 1. März 2009 wurde sie ein Standort der neu gegründeten Dualen Hochschule Baden-Württemberg (DHBW) und erlangte damit auch de jure Hochschulstatus: Die Duale Hochschule verleiht nun national und international anerkannte akademische Grade und hat den Auftrag zur kooperativen Forschung. Als Gesellschafter der Graduate School Rhein-Neckar (GSRN) bietet sie berufsbegleitende Aufbaustudiengänge an.

## Abschlüsse
Das Studium an der Dualen Hochschule Baden-Württemberg Mannheim ist für Abiturienten eine Alternative zum Studium an einer Fachhochschule oder Universität. Es wird eine praxisorientierte und wissenschaftsbezogene Ausbildung angeboten. Zulassungsvoraussetzung für ein duales Studium an der DHBW Mannheim ist die allgemeine Hochschulreife (Abitur), die fachgebundene Hochschulreife oder bei nachgewiesener Eignung die Fachhochschulreife sowie ein abgeschlossener Ausbildungsvertrag mit einem Partnerunternehmen.
Während der Zeit als Berufsakademie wurde in Mannheim das Diplom als staatliche Abschlussbezeichnung vom Land Baden-Württemberg verliehen.
Seit dem 1. Januar 2009 ist die Berufsakademie Mannheim, unter Wahrung ihrer charakteristischen Strukturmerkmale, in die Duale Hochschule umgewandelt worden und trägt seit 1. März 2009 den Namen „Duale Hochschule Baden-Württemberg Mannheim“. Seither sind die Abschlüsse auch akademische Grade und denen von Universitäten und anderen Hochschulen gleichgestellt. Seit dem Studienjahrgang 2006 werden daher die akademischen Grade Bachelor of Arts (B.A.), Bachelor of Science (B.Sc.) und Bachelor of Engineering (B.Eng.) verliehen.
Als Gesellschafter der Graduate School Rhein-Neckar (GSRN), einer Kooperation der DHBW Mannheim, der Hochschule Ludwigshafen und der Technischen Hochschule Mannheim, bietet die DHBW Mannheim darüber hinaus die Möglichkeit, ein Master-Studium anzuschließen.

## Studiengänge
Die Duale Hochschule Baden-Württemberg Mannheim ist in drei Fakultäten aufgeteilt: die Fakultät für Wirtschaft, die Fakultät für Technik und die Fakultät für Gesundheit. Die Fakultät für Wirtschaft umfasst die Fachbereiche Betriebswirtschaftslehre, Wirtschaftsinformatik und Medien, die Fakultät für Technik die Fachbereiche Informatik und Ingenieurwesen. Die Fakultät für Gesundheit bietet den Studiengang „Angewandte Gesundheits- und Pflegewissenschaften“ mit dem Abschluss Bachelor of Science an.

## Studienfächer
Betriebswirtschaftslehre
Zu den Studienfächern der BWL zählen u. a.
- Bank
- Dienstleistungsmarketing und Dienstleistungsmanagement
  - Multimedia-Marketing
  - Service- und Vertriebsmanagement
  - Unternehmens- und Personalbetreuung
- Gesundheitswesen und Soziale Einrichtungen
- Handel
  - Automobilhandel
- Immobilienwirtschaft
- Industrie
  - Bauwirtschaft
  - Internationales Marketing
  - Verlagswesen
- International Business
- Öffentliche Wirtschaft
- Spedition, Transport und Logistik
- Messe-, Kongress- und Eventmanagement
  - Sportmanagement
- Versicherung
- Wirtschaftsförderung

Rechnungswesen, Steuern und Wirtschaftsrecht
zu den Studienrichtungen Rechnungswesen, Steuern und Wirtschaftsrecht (RSW) zählen
- Accounting und Controlling
- Steuern und Prüfungswesen

Wirtschaftsinformatik
Zu den Studienfächern der Wirtschaftsinformatik zählen
- Application Management (AM)
- Data Science (DS)
- E-Government (EG)
- E-Health (EH)
- International Management for Business and Information Technology (IMBIT)
- Sales & Consulting (SC)
- Software Engineering (SE)

Medien
Zu den Studienfächern des Fachbereichs Medien zählen
- Digitale Medien
- Medienmanagement und -kommunikation

Informatik
Zu den Studienfächern der Informatik zählen
- Angewandte Informatik
- Informationstechnik
- Cyber Security
- Künstliche Intelligenz[5]

Ingenieurwesen
- Elektrotechnik
- Projekt Engineering
- Maschinenbau
- Mechatronik
- Wirtschaftsingenieurwesen

Angewandte Gesundheits- und Pflegewissenschaften

## Veranstaltungen

### Studieninformationstag (Tag der offenen Tür)
Der Studieninformationstag findet einmal jährlich auf dem Campus der DHBW Mannheim in der Coblitzallee, Mannheim-Neuostheim statt. Ziel ist die umfassende Information über alle Modalitäten des dualen Studiums und der direkte Kontakt zwischen Studieninteressierten, Studierenden, Ausbildungsunternehmen und den Hochschulinstitutionen.

### Medien Meeting Mannheim
Das Medien Meeting Mannheim ist eine jährlich stattfindende Fachtagung, die aktuelle Themen in der Druck- und Medienbranche aufgreift und durch Referenten aus der Wirtschaft umfangreich beleuchtet.
Veranstalter des Medien Meetings Mannheim ist der Studiengang Digitale Medien der Dualen Hochschule Baden-Württemberg Mannheim. Die Studierenden des sechsten Theoriesemesters planen, organisieren und leiten die Fachtagung im Rahmen ihres letzten Medienprojektes in ihrer dreijährigen Ausbildung zum Diplom-Medieninformatiker.
Die folgenden Fachtagungen fanden seit dem Jahre 2005 unter dem Namen Medien Meeting Mannheim statt:
- 2005: »Potenziale erkennen – Schnittstellen nutzen« in der Aula der Berufsakademie Mannheim
- 2006: »Innovationen nutzen – Mehrwert bieten« im Businessclub der SAP-Arena in Mannheim
- 2007: »Social Networking & Community Building« in der Aula der Berufsakademie Mannheim
- 2008: »Das Immer- und Überall-Web« im Bootshaus in Mannheim
- 2009: »Multi-Channel-Strategien« im Bootshaus in Mannheim
- 2010: »Cloud Computing« im Bootshaus in Mannheim
- 2011: »User Experience« im Bootshaus in Mannheim

### Mannheim Media Night – Das Marketing Symposium
Das Marketing Symposium ist eine jährlich stattfindende Diskussionsplattform für aktuelle Themen aus dem Bereich Digitale Medien und Marketing. Es richtet sich an Nutzer digitaler Medien aus Hochschule und Wirtschaft, besonders im Bereich Geschäftsentwicklung und Marketing. Initiator und Organisator der Mannheim Media Night-Reihe ist DHBW-Studiengangsleiter und Studiendekan Gerald Lembke.

### SymanO
Das Symposium für anwendungsorientierte Online-Forschung in der Betriebswirtschaftslehre (SymanO) ist eine jährlich stattfindende wissenschaftliche Fachkonferenz (incl. kleiner Kongressmesse) zu aktuellen Fragen der Online-Forschung. Sie bietet Wissenschaftlern und Führungskräften aus großen und mittelständischen Unternehmen die Gelegenheit, sich über neue Entwicklungen, Methoden und Ergebnisse in der anwendungsorientierten Online-Forschung auszutauschen. In Vorträgen und Workshops beleuchten Experten aus Wissenschaft und Praxis anhand aktueller Forschungsbefunde und konkreter Praxisbeispiele das Potential der Online-Forschung. Während der SymanO wird auch der „Globalpark-Wissenschaftspreis für anwendungsorientierte Online-Forschung in der Betriebswirtschaftslehre“ verliehen. Das Symposium fand erstmals im Februar 2009 statt. Initiator und Organisator der SymanO ist Martin Kornmeier, Studiengang „International Business“.

### Night Of The Graduates
Der Night Of The Graduates ist eine der bundesweit größten Absolventenfeiern. Jährlich findet diese Mitte November im Mannheimer Rosengarten statt. Neben Videos und Diskussionsrunden mit Vertretern der Ausbildungsunternehmen, treten auch zahlreiche Bands in den unterschiedlichen Räumen des Rosengartens auf. Die Night Of The Graduates wird traditionell von den Studierenden des ersten Semesters für die Absolventen organisiert.

### Forum Generale
Mit ihrer Veranstaltungsreihe Forum Generale will die Duale Hochschule Baden-Württemberg Mannheim den Bürgern der Region, ihren Studierenden, Mitarbeitern und Partnerunternehmen sowie allen Freunden der Dualen Hochschule ein Forum anbieten, in dem sie sich über aktuelle Themen aus Wirtschaft, Politik, Kultur und Gesellschaft informieren und austauschen können. Die Referenten sind bekannte Persönlichkeiten des öffentlichen Lebens, die über relevante Themen des Zeitgeschehens sprechen. Darüber hinaus ermöglichen Professoren der Dualen Hochschule Baden-Württemberg Mannheim Einblicke in Themen aus ihren Studienbereichen.

### Regionalwettbewerb Jugend forscht
Die DHBW Mannheim ist seit Februar 2010 Gastgeber des Regionalwettbewerbs von Jugend forscht. Der Regionalwettbewerb Nordbaden findet alle zwei Jahre statt. Grund des Engagements ist die Idee, damit frühzeitig bei Jugendlichen die Begeisterung für die sogenannten MINT-Fächer zu wecken.

## Persönlichkeiten

### Studenten
- Daniel Domscheit-Berg[6]
- Anna Engelke
- Christian Klein[7]

### Hochschullehrer
Siehe Kategorie:Hochschullehrer (Duale Hochschule Baden-Württemberg Mannheim)